# Rensis Likert
Rensis Likert (Cheyenne, 5 de agosto de 1903 – Ann Arbor, 3 de setembro de 1981) foi um  professor de sociologia e psicologia e diretor do Instituto de Pesquisas Sociais de Michigan.

## Biografia
Durante mais de 40 anos, desenvolveu uma série de estudos sobre estilos de liderança e gerência, dedicando-se à realização de experiências e à análise de informações obtidas em experimentos de outros estudiosos, na tentativa de relacionar o sucesso alcançado por determinadas organizações com o sistema de liderança e a política de gestão de pessoas por elas adotada.
Em seu livro New Patterns of Management (Novos Padrões de Gestão) de 1961 apresenta quatro Sistemas de gestão:
Sistema 1 - Autoritário Coercitivo:
As decisões são impostas aos subordinados, a motivação é pela ameaça, as responsabilidades são centralizadas, há pouca ou nenhuma comunicação e nenhum trabalho em equipe.											
Sistema 2 - Autoritário Benevolente:
Há um pouco de confiança na liderança, motivação através de recompensas, as responsabilidades são mais compartilhadas entre os níveis gerenciais, há mais comunicação e relativo trabalho em equipe.										
Sistema 3 - Consultivo:	
Liderança exercida com substancial confiança, motivação pelas recompensas e envolvimento, as pessoas se sentem responsáveis pelo alcance dos objetivos, há comunicação vertical e horizontal e moderado trabalho em equipe.							
Sistema 4 - Participativo:
Plena confiança na liderança, a motivação é igual a recompensa, alcance dos objetivos estabelecidos conjuntamente, as pessoas sentem real responsabilidade, há muita comunicação e significativo trabalho em equipe.